# 湄公鼠尾草
湄公鼠尾草（学名：Salvia mekongensis）为唇形科鼠尾草属的植物，为中国的特有植物。分布在中国大陆的云南等地，生长于海拔2,800米至4,100米的地区，常生长在山坡草地，目前已由人工引种栽培。